# Glückliche Heimkehr
Glückliche Heimkehr (Originaltitel: Skrållan, Ruskprick och Knorrhane) ist ein schwedischer Film aus dem Jahr 1967, die Regie führte Olle Hellbom. Er führt die Geschichte aus der Fernsehserie Ferien auf der Kräheninsel sowie den Filmen Der verwunschene Prinz, Das Trollkind und Die Seeräuber fort.

## Handlung
Da Malin ein weiteres Kind erwartet, sollen ihr Bruder Pelle, ihre Tochter Skrollan sowie deren Freunde Stina und Tjorven so lange bei Tante Greta wohnen. Die Kinder werden auf die Insel gebracht, wo Tante Greta lebt. Dort müssen sie jedoch schnell feststellen, dass Tante Greta nicht mehr dort ist. Sie liegt im Krankenhaus, da sie sich ein Bein gebrochen hat. Die Freunde beschließen auf eigene Faust nach Saltkrokan zurückzureisen. Auf dem Weg geht ihnen jedoch das Benzin aus und sie stranden auf einer verlassenen Insel. Dort sind auch Schmuggler unterwegs, die dort ihren Tabak gelagert haben. Die Kinder freunden sich mit den Schmugglern an und können diese schließlich überzeugen, ihre kriminelle Laufbahn aufzugeben. Gemeinsam kehren sie nach Saltkrokan zurück. Dort werden sie von Malin empfangen. Diese präsentiert den Kindern Skrollans kleines Brüderchen.

## Über den Film
Der Film wurde in Valdemarsvik gedreht. Am 2. Dezember 1967 wurde der Film im schwedischen Kino uraufgeführt. Der Film ist der vierte und letzte Film in der Serie über Saltkrokan, die mit der Fernsehserie Ferien auf der Kräheninsel (Vi på Saltkråkan) begann. Melker Melkersson ist in diesem Film nicht mehr zu sehen.
Es ist der einzige Film, in dem Tage Danielsson als Schauspieler auftrat, der nicht von ihm selbst oder von Hans Alfredson gedreht wurde.
Während die anderen Drehbücher der Filme und Serien um Saltkrokan zu den Büchern Ferien auf Saltkrokan und Jule und die Seeräuber verarbeitet wurden, existiert diese Geschichte nur in filmischer Form.

## Besetzung & Synchronisation
| Rolle                     | Schauspieler      | Synchronsprecher  |
| ------------------------- | ----------------- | ----------------- |
| Malin Melkersson          | Louise Edlind     | Cordula Trantow   |
| Pelle Melkersson          | Stephen Lindholm  |                   |
| Nisse Grankvist           | Bengt Eklund      | Niels Clausnitzer |
| Märta Grankvist           | Eva Stiberg       |                   |
| Maria „Tjorven“ Grankvist | Maria Johansson   |                   |
| Vesterman                 | Manne Grünberger  | Bum Krüger        |
| Stina                     | Kristina Jämtmark |                   |
| Skrollan                  | Kajsa Dandenell   | Christa Häussler  |
| Knorrhane                 | Tage Danielsson   | Gernot Duda       |
| Ruskprick                 | Hans Alfredson    | Bruno W. Pantel   |

## Musik im Film
Die Musik in dem Film, die überwiegend auf Mundharmonika gespielt wird, wurde von Jan Johansson geschrieben.

## Fernsehserien
Für das ZDF in Deutschland wurden die Filme Tjorven, Båtsman och Moses (Der verwunschene Prinz); Tjorven och Skrållan (Das Trollkind); Tjorven och Mysak (Die Seeräuber) und Skrållan, Ruskprick och Knorrhane (Glückliche Heimkehr) zu einer 16-teilige Serie Ferien auf Saltkrokan zusammengestellt. Diese wurde 1971 ausgestrahlt. Die Spielfilme wurden dafür in Folgen mit ca. 20 bis 24 Minuten Länge zusammengeschnitten. Der Spielfilm Der verwunschene Prinz (Tjorven, Båtsman och Moses) wurde zu den Serienfolgen Der verwunschene Prinz und Bootsmann soll sterben. Es folgten die Serienfolgen Malins Hochzeit und Das Trollkind, die aus dem Film Das Trollkind (Tjorven och Skrållan) zusammengestellt wurden. Der Film Die Seeräuber (Tjorven och Mysak) wurde zu den Folgen Die Seeräuber und Der Uhrendieb. Als letztes wurde der Film Glückliche Heimkehr zu den Serienfolgen Rüpel und Knurrhahn und Glückliche Heimkehr zusammengeschnitten.
In Schweden wurden die Filme 1979 auch als 12-teilige Fernsehserie Så går det till på Saltkråkan ausgestrahlt.